# Batalla del Helesponto (321 a. C.)
La batalla de Helesponto se disputó en la primavera del 321 a. C., en la Frigia helespóntica, entre los ejércitos de Eumenes de Cardia y de Crátero y Neoptólemo, en el marco de la primera guerra de los Diádocos entre el regente Pérdicas y una coalición de generales macedonios. Eumenes venció y mató a sus dos prestigiosos adversarios.

## Marco histórico
La muerte de Alejandro Magno, en el 323 a. C., dejó a su imperio en un estado de inestabilidad política en la que los generales leales a la dinastía argéada se enfrentaron a otros que deseaban independizarse de la autoridad real. La voluntad de hegemonía de Pérdicas, el quiliarca del imperio, suscitó la aparición en su contra una coalición en la que destacaban principalmente Antípatro, Crátero, Ptolomeo y Antígono.
Cuando el conflicto estalló entre los diádocos en el 322 a. C., Pérdicas encomendó a Eumenes de Cardia detener en Asia Menor, con la ayuda de Neoptólemo, a los ejércitos de Antípatro y de Crátero con los que colaboraba la flota mandada por Antígono. Después de haber organizado la administración de su satrapía de Capadocia, Eumenes se reunió con Pérdicas y los reyes en Cilicia en el invierno del 322-321. El quiliarca le ordenó volver a Capadocia porque tenía menester de una persona de confianza que pudiese vigilar los movimientos de Neoptólemo en Armenia. Al volver, Eumenes decidió reclutar gran número de caballeros indígenas. Esta leva parece haber tenido un propósito oculto: Eumenes trataba de dotarse de un cuerpo de caballería que aumentase su poderío militar y contar a un tiempo con un contrapeso de la infantería macedonia; efectivamente, según Plutarco, el cuerpo de caballeros servía de antitagma a la falange, porque esta no manifestaba gran lealtad hacia el «escriba griego».

## La victoria sobre Neoptólemo
El título de strategos autokrator daba a Eumenes el mando de los ejércitos de Asia Menor, región por entonces todavía en poder de Alcetas y Neoptólemo. Esta situación planteó grandes dificultades, puesto que Alcetas se negó a aportar sus tropas a la expedición de Eumenes porque sus soldados «tendrían vergüenza de combatir contra Antípatro [y] no albergaban sino buenos sentimientos hacia Crátero». Neoptólemo, jefe de los hipaspistas con Alejandro, nunca había mostrado consideración alguna por «Eumenes el escriba». Ambos se habían enfrentado después de que Pérdicas hubiese encargado a Eumenes de vigilarlo en su satrapía de Armenia. En consecuencia, Neoptólemo no tuvo reparo alguno en aceptar la propuesta de alianza que le hizo Antípatro y en someter a su autoridad a gran parte de la falange macedonia; Eumenes también recibió una embajada del regente, pero rehusó tratar con Antípatro. Así Neoptólemo y Eumenes terminaron por chocar en la Frigia helespóntica en la primavera del 321 a. C., Eumenes había compensado la falta de suficiente infantería con la leva de jinetes capadocios.
Plutarco escribió: «(…) Aunque su infantería fue vencida al comienzo, Eumenes derrotó a Neoptólemo gracias a la caballería, tomó su bagaje y, enviando a sus caballeros en masa a perseguir a la falange en desbandada, la obligó a deponer las armas y a jurar que combatiría a partir de entonces a sus órdenes». Este pasaje lo completa otro de Arriano. que a veces se cree erróneamente que trata de la batalla contra Crátero, pero que Alan B. Bosworth ha demostrado que efectivamente se refiere a la primera batalla librada contra Neoptólemo.
Según Arriano, la victoria de Eumenes se debió a que dispuso la caballería ligera detrás de la infantería; le permitió apoderarse del bagaje de los falangistas, a los que pudo someter a su autoridad. Pese a todo, Neoptólemo pudo huir con trescientos jinetes y reunirse con Crátero. Por su parte, Antípatro trató de nuevo infructuosamente de pactar con Eumenes. El fracaso de las propuestas de alianza hicieron que Crátero y Neoptólemo quedasen encargados de vencerlo; Antípatro, por su parte, pasaría a Cilicia para combatir a Pérdicas.

## Fuerzas enfrentadas
El historiador historiador Kyle R. Fingerson, basado en fuentes escritas y estudios demográficos sobre las colonias militares (katoikoi) en la Esmirna helenística, concluye que hacia el 320 a. C., por toda Asia Menor pudo haber unos 40 000 soldados de origen macedónico sirviendo en los ejércitos de los distintos diádocos.
Antípatro y Crátero dejaron a Poliperconte a cargo de Macedonia y la Hélade con posiblemente unos 15 000 infantes pesados y 2000 jinetes, 800 de ellos hetairoi, según estimaba el historiador estadounidense Fred Eugene Ray. Posteriormente, Antípatro se separó con quizás 6000 falangistas, 2000 hoplitas griegos, 1000 escaramuzadores y 1000 jinetes, incluyendo 400 hetairoi, para ir a reforzar a Ptolomeo. Así, en la batalla Crátero y Neoptólemo tenían 20 000 infantes, organizados en 15 000 piqueros (3000 de ellos hipaspistas), 2000 hoplitas griegos y 3000 escaramuzadores. Su caballería pudo contar con 2000 jinetes (quizás 800 hetairoi).
Eumenes contaba con igual número de infantes, pero de peor calidad, pues la mayoría eran asiáticos: tal vez unos 15 000 pantodapoi con picas, 3000 falangistas macedónicos, 2000 hoplitas griegos mercenarios y 3000 infantes ligeros asiáticos. Su única ventaja era su superior caballería, unos 5000 jinetes, probablemente todos armados con jabalinas.

## Transcurso
La batalla decisiva se disputó diez días después de la que había enfrentado a Eumenes y Neoptólemo. Prevenido de la llegada inminente de Crátero, Eumenes reagrupó al ejército, pero no tuvo tiempo de organizar una leva de caballería como la que describe Diodoro. Sin embargo, utilizó hábilmente el mito de Alejandro con la tropa: afirmó en efecto que «dos Alejandros» se le habían aparecido en sueños, uno protegido por Atenea y el otro por Deméter; los dos habían peleado y había sido derrotado el primero. En consecuencia, Eumenes dio como consigna para la batalla «Deméter y Alejandro» y ordenó a los soldados que se colocasen coronas hechas de espigas de trigo, símbolo de la diosa victoriosa del sueño. De este modo, aprovechó el prestigio del difunto Alejandro y animó a la tropa ante el choque que se avecinaba.
Crátero disponía de veinte mil peones, mayoritariamente macedonios, y de dos mil jinetes. Eumenes, por su parte, contaba con otros tantos soldados de infantería, de origen variopinto, entre ellos los falangistas sometidos en la anterior lid, y con cinco mil jinetes en los que fiaba la victoria. No colocó en el ala izquierda a los macedonios, pues no se habrían atrevido a combatir a Crátero, el fiel servidor de Alejandro. Parece que incluso les ocultó a los macedonios que su contrincante sería efectivamente este.
Eumenes ordenó a los caballeros orientales, que mandaban Farnabaces y Fénix, que cargasen al punto contra el ala derecha enemiga, donde se hallaba Crátero; este cayó muerto en los primeros combates. Eumenes y Neoptólemo, para entonces ya enemigos personales, se buscaron en el campo de batalla para disputar un combate singular, que concluyó con la muerte del segundo.
La falange macedonia negoció una tregua que dio la victoria a Eumenes. Este hizo erigir un trofeo en el campo de batalla, tal vez por ser griego, pues esta costumbre no la tenían los macedonios. A causa de su pasada amistad y por el prestigio de haber sido tutor de los reyes, Eumenes organizó una ceremonia funeraria en honor del difunto Crátero y devolvió su cadáver a su esposa, que se encontraba en Macedonia.

## Consecuencias
Los falangistas no respetaron la tregua: habiendo recibido permiso para avituallarse, se pasaron a las filas de Antípatro. Cuando el ejército de Egipto se enteró de la muerte de Crátero y de Neoptólemo, condenó a muerte a Eumenes, declarado enemigo de los macedonios por la «asamblea del ejército». El Pacto de Triparadiso de la primavera del 321 a. C., refrendó la decisión; en este Antígono fue designado strategos de Asia en nombre del regente, a cargo de vencer a Eumenes. No obstante, la muerte de Antípatro en el 319 a. C., y el nombramiento de Poliperconte para sucederle en el cargo de regente de Macedonia cambió la situación.

### Primaria
- Cornelio Nepote. Sobre hombres ilustres. Libro XVIII. Visualización en Tertullian, basada en traducción latín-inglés por John Selby Watson, 1886.
- Diodoro Sículo. Biblioteca histórica. Libro XVIII. Visualización en UChicago, basada en traducción griego-inglés por Russel M. Geer, Loeb Classical Library, volumen 9, 1947.
- Mestrio Plutarco. Vida de Eumenes, parte de Vidas paralelas. Versión digitalizada por UChicago, basada en traducción griego-inglés por Bernadotte Perrin, Loeb Classical Library, volumen 8, 1919. Véase también en Remacle.
- Pausanias. Descripción de Grecia. Libro IX. Versión digitalizada por Perseus, basada en traducción griego-inglés por W. H. S. Jones & H. A. Ormerod, Cambridge: Harvard University Press, volumen 4, 1935. Véase también en Archive y en Remacle.
- Marco Juniano Justino. Historias filípicas. Libro XIII. Véase en Attalus. Basada en traducción griego-inglés por  John Shelvy Watson, Nueva York: Henry G. Bonn, 1853. Véase también en Archive.

### Moderno
- Bosworth, Alan B. (1978). «Eumenes, Neoptolemus and PSI XII 1284». Greek, Roman and Byzantine Studies (en inglés) XIX (3): 227-237.
- Fingerson, Kyle R. (1998). Smyrna 573: A Study in Hellenistic Civic Organization During the Third Syrian War (246-241 B.C.). Ann Harbor: University of Wisconsin--Madison.
- Briant, Pierre (1972). «D'Alexandre aux Diadoques: le cas d'Eumène de Kardia». Revue d'Études Anciennes (en francés) (74): 32-73.
- Briant, Pierre (1973a). «D'Alexandre aux Diadoques: le cas d'Eumène de Kardia». Revue d'Études Anciennes (en francés) (75): 43-81.
- Briant, Pierre (1973b). Antigone le Borgne. Les débuts de sa carrière et les problèmes de l'assemblée macédonienne. Annales littéraires de l'Université de Besançon (en francés) (152). Besanzón: Université de Franche-Comté. ISBN 2-251-60152-X.